# Đoạt quán
Đoạt quán (tiếng Trung: 夺冠, tiếng Anh: Leap), hay còn gọi là Bước nhảy vọt, là một bộ phim điện ảnh thuộc thể loại tiểu sử - chính kịch về đề tài thể thao công chiếu năm 2020 do Hồng Kông - Trung Quốc hợp tác sản xuất. Tác phẩm do Trần Khả Tân làm đạo diễn với phần kịch bản do Trương Ký chắp bút, với sự tham gia của dàn diễn viên chính gồm Củng Lợi, Hoàng Bột và Ngô Cương, cùng sự góp mặt của những tuyển thủ nữ quốc gia thi đấu từ giai đoạn năm 2013 - 2016.
Lấy cảm hứng từ những câu chuyện về hành trình phi thường của đội tuyển bóng chuyền nữ quốc gia Trung Quốc trong suốt hơn 40 năm qua, bộ phim tập trung kể lại hành trình giành huy chương vàng của các cô gái của đội tuyển tại Thế vận hội Mùa hè 2016, dưới sự dẫn dắt của cựu tuyển thủ nữ quốc gia Lang Bình.
Bộ phim lúc đầu dự kiến khởi chiếu vào ngày 25 tháng 1 tại Trung Quốc, tức mùng 1 Tết Nguyên đán của nước này, nhưng việc phát hành đã phải trì hoãn vô thời hạn do ảnh hưởng của đại dịch COVID-19. Sau cùng, bộ phim chính thức khởi chiếu tại quê nhà và Mỹ từ ngày 25 tháng 9 và tại Hồng Kông từ ngày 1 tháng 10 cùng năm. Tác phẩm nhìn chung đã nhận về nhiều lời tán dương nhiệt liệt từ các nhà phê bình phim và các khán giả, đồng thời còn giành được một số giải thưởng điện ảnh lớn, trong đó có giải Kim Kê với ba lần đoạt giải trong tổng số tám lần đề cử, bao gồm cả Phim hay nhất. Ngoài ra, Đoạt quán cũng được chọn làm tác phẩm đại diện của Trung Quốc đi tham gia tranh cử ở hạng mục Phim quốc tế hay nhất tại giải Oscar lần thứ 93, tuy nhiên tác phẩm này cuối cùng không được đề cử ở danh sách rút gọn.

## Tóm tắt nội dung
Đoạt quán xoay quanh câu chuyện về đội tuyển bóng chuyền nữ quốc gia Trung Quốc. Sau 12 năm ròng, dưới sự dẫn dắt của cựu tuyển thủ nữ quốc gia Lang Bình, cuối cùng thì đội tuyển bóng chuyền nữ Trung Quốc đã lọt vào trận chung kết Olympic tại Thế vận hội Mùa hè 2016. Trong suốt ba thập kỷ thăng trầm trôi đi, một lần nữa những cánh chim nữ trên sân bóng lại có thể tung hoành ngang dọc không sợ trời đất. Theo chân những nữ tuyển thủ dùng mồ hôi, nước mắt thậm chí là xương máu để đánh đổi vinh quang cho nước nhà, niềm tự hào cho thể thao dân tộc, cuối cùng, sau bao nhiêu khó khăn, thử thách, các cô gái Trung Hoa đã giành chiến thắng nghẹt thở và giành được tấm huy chương vàng quý giá.

## Diễn viên
- Củng Lợi trong vai Lang Bình
  - Bạch Lang trong vai Lang Bình lúc trẻ
- Hoàng Bột trong vai Trần Trung Hòa
  - Bành Dục Sướng trong vai Trần Trung Hòa lúc trẻ
- Ngô Cương trong vai Viên Vỹ Dân

Bộ phim còn có sự góp mặt của mười tuyển thủ nữ quốc gia đã từng giành huy chương vàng tại môn bóng chuyền nữ của Thế vận hội Mùa hè 2016. Ngoài ra, bộ phim còn tái hiện lại những tuyển thủ nữ quốc gia vào thập niên 80, cùng với đó là những đối thủ của các cô gái Trung Hoa được các ngôi sao bóng chuyền nữ quốc tế đảm nhiệm.

## Giải thưởng
| Năm  | Giải thưởng                               | Hạng mục                         | Người nhận giải | Kết quả   | Ref.  |
| ---- | ----------------------------------------- | -------------------------------- | --------------- | --------- | ----- |
| 2020 | Giải Kim Kê                               | Phim hay nhất                    | Đoạt quán       | Đoạt giải | [ 6 ] |
| 2020 | Giải Kim Kê                               | Đạo diễn xuất sắc nhất           | Trần Khả Tân    | Đề cử     | [ 6 ] |
| 2020 | Giải Kim Kê                               | Kịch bản hay nhất                | Trương Ký       | Đoạt giải | [ 6 ] |
| 2020 | Giải Kim Kê                               | Nam diễn viên phụ xuất sắc nhất  | Ngô Cương       | Đề cử     | [ 6 ] |
| 2020 | Giải Kim Kê                               | Quay phim xuất sắc nhất          | Triệu Hiểu Thi  | Đoạt giải | [ 6 ] |
| 2020 | Giải Kim Kê                               | Họa sĩ thiết kế xuất sắc nhất    | Tôn Lập         | Đề cử     | [ 6 ] |
| 2020 | Giải Kim Kê                               | Dựng phim xuất sắc nhất          | Trương Nhất Bác | Đề cử     | [ 6 ] |
| 2020 | Giải Kim Kê                               | Hòa âm hay nhất                  | Hoàng Tranh     | Đề cử     | [ 6 ] |
| 2022 | Giải thưởng điện ảnh Hồng Kông lần thứ 40 | Đạo diễn xuất sắc nhất           | Trần Khả Tân    | Đề cử     | [ 7 ] |
| 2022 | Giải thưởng điện ảnh Hồng Kông lần thứ 40 | Nữ diễn viên chính xuất sắc nhất | Củng Lợi        | Đề cử     | [ 7 ] |
| 2022 | Giải thưởng điện ảnh Hồng Kông lần thứ 40 | Nữ diễn viên phụ xuất sắc nhất   | Bạch Lang       | Đề cử     | [ 7 ] |